# Piombo
Il piombo è l'elemento chimico di numero atomico 82 e il suo simbolo è Pb. Appartiene al 14º gruppo e al 6º periodo della tavola degli elementi.
È un metallo tenero, denso, duttile e malleabile. Di colore bianco azzurrognolo appena tagliato, esposto all'aria si colora di grigio scuro. Il piombo viene usato nell'edilizia, nella produzione di batterie, di vetro cristallo (detto anche “vetro al piombo”), nell’autotrazione, nei proiettili per armi da fuoco e, allo stato liquido, come refrigerante in alcune tipologie di reattori nucleari nonché a volte in lega eutettica con il bismuto. Il piombo è un componente del peltro e di diverse leghe metalliche usate per la saldatura.
Sia il piombo sia i suoi composti sono neurotossine che si accumulano negli organismi, in particolare nelle ossa e nel sangue, causando danni irreparabili al cervello e al sistema nervoso centrale nel caso di esposizioni eccessive.
Esso possiede anche una relativamente alta conducibilità elettrica. Può essere reso più duro per aggiunta di una piccola quantità di antimonio. Questa lega è stata a lungo usata per i caratteri da stampa.
È molto resistente alla corrosione: non viene intaccato dall'acido solforico, si scioglie però in acido nitrico. Ha l'importante proprietà di assorbire le radiazioni. Si presume che tutto il piombo esistente sia derivato dal decadimento dell'uranio-238 che si trasforma in piombo con un tempo di dimezzamento di circa 4,51 miliardi di anni.

## Storia

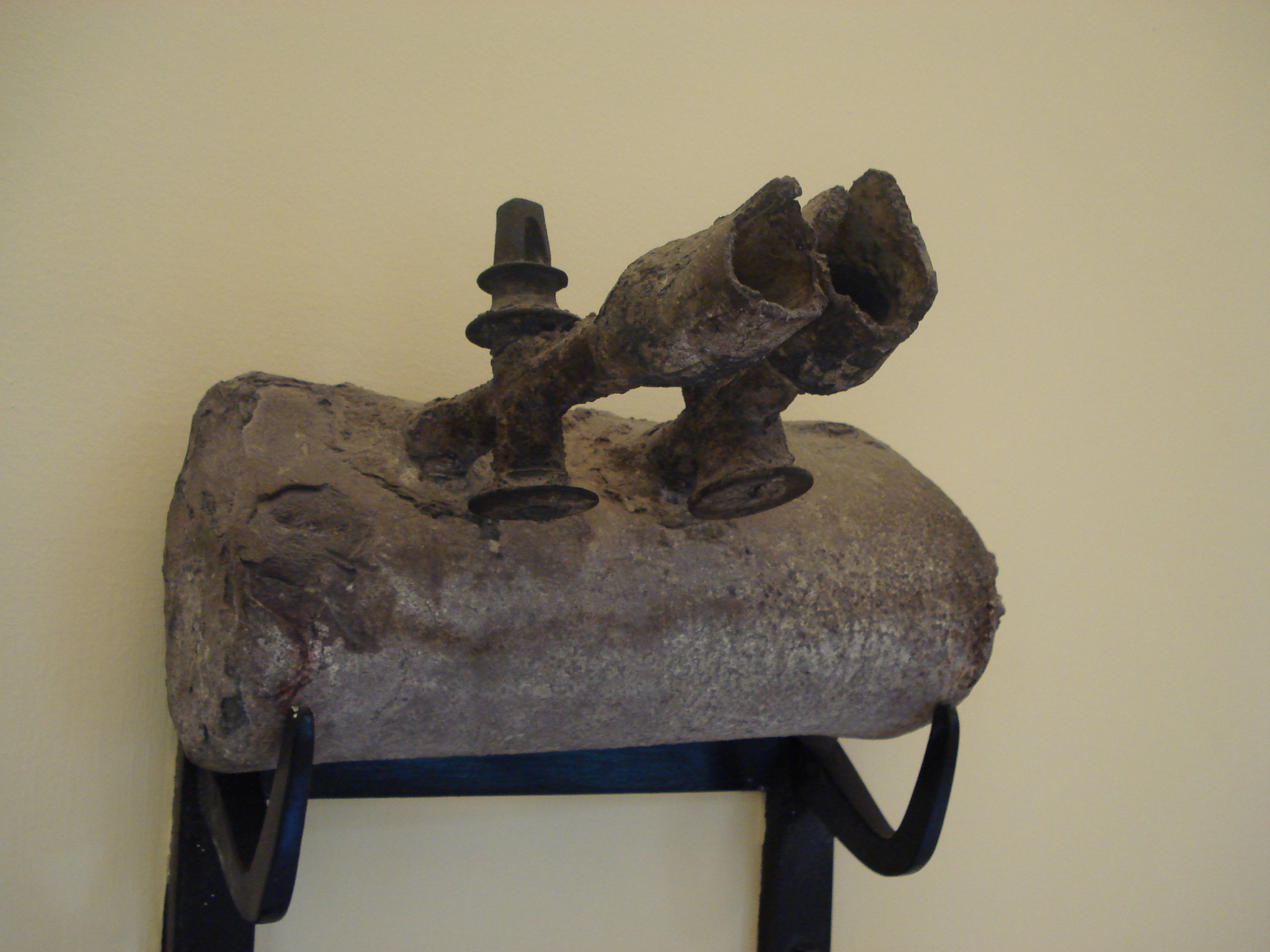
Tubazioni in piombo di epoca romana. Palermo, museo archeologico.

Fu scoperto in epoca molto antica: se ne parla in papiri egizi del 1550 a.C. e nel libro dell'Esodo probabilmente perché i suoi minerali sono diffusi ovunque e sono facili da fondere, nonché perché il piombo stesso è un materiale facile da lavorare.
Il suo nome deriva dal latino plumbum che presumibilmente proviene dal greco πέλιος, (pélios, blu-nerastro), oppure dal sanscrito bahu-mala (molto sporco). Dal nome latino deriva anche il suo simbolo, Pb.
Infatti gli antichi Romani ed i Greci fecero largo uso del piombo. Ancora in epoca moderna tubazioni e strutture di piombo risalenti all'impero romano sono esistenti ed in servizio anche se ormai vietate data la loro pericolosità di contaminazione dell'ambiente. Nella stessa epoca il piombo venne utilizzato anche come conservante alimentare nella sapa perché riesce a contrastare la moltiplicazione di batteri e muffe pur restando naturalmente dolce. Proprio il largo utilizzo del piombo per tubazioni ed usi alimentari potrebbe aver diffuso il saturnismo nella classe benestante Romana.
La produzione di piombo in Europa fu interrotta solo dall'epidemia di peste nera (1347-1353) che ridusse la popolazione fino al 50%. A causa della mancanza di forza lavoro e risultante contrazione economica, la produzione di piombo rimase interrotta per diversi anni, riducendo l'inquinamento del metallo nell'aria a livelli naturali per la prima volta in mille anni.
Gli alchimisti pensavano fosse possibile trasformare il piombo in oro utilizzando la cosiddetta pietra filosofale.
Dal 1923, con la diffusione di carburanti addizionati col piombo tetraetile, l'inquinamento da piombo è aumentato considerevolmente in quanto nell'atmosfera una volta disperso rimane stabile. Fino agli anni ottanta il piombo tetraetile è rimasto un componente della benzina, usato come additivo per aumentarne il numero di ottano, ovvero la sua capacità anti-detonante. Questo ha generato un ciclo artificiale del piombo. Nei motori delle automobili veniva bruciato piombo che si combinava con altri elementi formando cloruri, bromuri e ossidi. Data la sua tossicità e la sua capacità di "avvelenare" i catalizzatori usati per ridurre l'inquinamento generato dagli scarichi delle automobili, è stato abbandonato nella maggior parte delle nazioni in favore di altri additivi nel corso del XXI secolo. Altri additivi in uso che hanno sostituito il piombo, quali il benzene e il toluene, sono classificati come cancerogeni.
Le mine delle matite realizzate fino al XVI secolo usavano una miscela di stagno e piombo al posto della grafite da cui la parola Bleistift - stilo di piombo - in tedesco per designare la matita. 
La metallurgia del piombo è parte della storia industriale di moltissimi paesi.

## Produzione
Il piombo allo stato nativo esiste, ma è piuttosto raro. In genere viene trovato associato allo zinco, all'argento e principalmente al rame, viene quindi estratto insieme a questi metalli. Il più importante minerale del piombo è la galena (solfuro di piombo, PbS) che ne contiene l'86,6%. Altri minerali comuni sono la cerussite (carbonato di piombo, PbCO3) e l'anglesite (solfato di piombo, PbSO4). Gran parte del piombo in uso oggigiorno proviene però da fonti riciclate.
Nelle miniere i minerali di piombo sono estratti e macinati. Il minerale viene quindi separato dalla roccia inerte per flottazione e quindi fuso miscelato con carbone in un forno verticale ad aria forzata, separando così i fumi solforati e la scoria, che galleggia sul metallo per minore densità, dal piombo concentrato al 97% o piombo d'opera. Questo dev'essere ulteriormente raffinato per via elettrolitica o termica. Nel primo caso si procede alla fusione del piombo in anodi, tipicamente lastre di circa 1 m² di superficie per 5-6 cm di spessore, e si procede all'elettrolisi verso catodi di piombo elettrolitico della stessa superficie, ma di 2-5 mm di spessore, usando come elettrolita l'acido fluosilicico. Il piombo elettrolitico può raggiungere una purezza del 99,99%. Nel secondo si procede all'estrazione dei metalli costituenti le impurezze mediante fusioni successive, con un processo denominato coppellazione. Il miscuglio di metalli viene fuso e dalla superficie del piombo si asporta prima il rame sotto forma di ossido, poi il bismuto e l'argento. Il grado di purezza raggiunto, quantunque alto, è comunque inferiore a quello del piombo elettrolitico.

## Isotopi
Il piombo si presenta come una miscela di quattro isotopi stabili: 204Pb (abbondanza: 1,4%), 206Pb (24,1%), 207Pb (22,1%) e 208Pb (52,4%). 206Pb, 207Pb e 208Pb sono radiogenici, ovvero sono il prodotto finale di tre catene di decadimenti radioattivi che hanno inizio rispettivamente da 238U, 235U e 232Th. Le emivite di questi tre processi sono rispettivamente 4,47×109 anni, 7,04×108 anni e 1,4×1010 anni.
I rapporti isotopici tipici del piombo nei composti naturali sono:
- 206Pb/204Pb: da 14,0 a 30,0
- 207Pb/204Pb: da 15,0 a 17,0
- 208Pb/204Pb: da 35,0 a 50,0

benché siano riportati in letteratura numerosi casi in cui questi rapporti sono molto diversi.

### Radiometria dei sedimenti
La quantità di 210Pb misurata nei sedimenti marini può essere utilizzata per calcolare il tasso di sedimentazione di un'area di studio. La fonte di 210Pb per l'ambiente marino è l'atmosfera, dove viene prodotto dal decadimento del 222Rn, attraverso una serie di radionuclidi con semiperiodo molto breve (meno di 1 ora). In acqua di mare, il piombo si associa rapidamente al particolato sospeso e, seguendone il destino, si deposita nei sedimenti dove, oltre alla frazione di 210Pb derivante dal decadimento dei suoi precursori della serie radioattiva primordiale presenti nella matrice, si trova un "eccesso" di 210Pb che deriva dal processo di sedimentazione delle particelle a cui si è associata una parte del piombo di origine atmosferica. La distribuzione dell'eccesso di 210Pb nella colonna sedimentaria è controllata dalle modalità di sedimentazione e dal decadimento fisico. Dall'analisi di questo radionuclide nei sedimenti è possibile quindi valutare la velocità di sedimentazione. Poiché l'emivita del 210Pb è di 22 anni, il metodo è applicabile allo studio di processi con scale temporali inferiori ai 100 anni.

## Precauzioni
I suoi composti sono tossici per inalazione e ingestione. L'avvelenamento da piombo è detto saturnismo.
Il piombo è un metallo velenoso, che può danneggiare il sistema nervoso, specialmente quello nei bambini, e causare malattie del cervello e del sangue. L'esposizione al piombo o ai suoi sali, soprattutto a quelli solubili, o all'ossido PbO2 può causare nefropatie, caratterizzate dalla sclerotizzazione dei tessuti renali, e dolori addominali colici. Nefropatie croniche ed encefalopatie sono state rilevate sia in forti bevitori di whisky di contrabbando, in quanto la saldatura delle serpentine di distillazione è costituita da piombo, sia in utilizzatori di stoviglie smaltate a piombo. Inoltre altre categorie a rischio di intossicazione sono i lavoratori dell'industria e dell'artigianato.
Per quanto riguarda il metabolismo cellulare, il piombo può inibire alcuni enzimi agendo sui gruppi sulfidrilici liberi impedendo che possano essere utilizzati da enzimi a cui sono indispensabili. Il piombo ostacola la sintesi dell'eme che nel sangue conduce ad un rallentamento ad una diminuzione dei globuli rossi e dell'emoglobina racchiusa in ogni globulo. Un malato intossicato da piombo produce globuli rossi alterati, definiti "punteggiati", e questo fatto può condurre all'anemia.
Le preoccupazioni per il ruolo del piombo nel ritardo mentale nei bambini ha portato ad una generale riduzione del suo uso. L'esposizione al piombo è stata collegata anche alla schizofrenia. Le vernici contenenti piombo sono state ritirate dal commercio in tutti i paesi industrializzati, tuttavia molte vecchie case contengono ancora piombo nelle loro vernici e in caso di lavori di ristrutturazione non si dovrebbero mai togliere i vecchi strati di vernice carteggiandoli perché si produrrebbero polveri sottili contenenti piombo che finirebbero per essere respirate.
È capitato a volte che i sali di piombo usati negli smalti per vasellame abbiano causato degli avvelenamenti quando bevande particolarmente acide come certi succhi di frutta hanno estratto ioni di piombo dallo smalto. Si pensa che fosse questa la causa delle coliche del Devon, dove si usavano presse con parti di piombo per estrarre il succo di mela per farne sidro. Il piombo è considerato anche estremamente dannoso per la fertilità delle donne.